# 若尔当矩阵
在数学中，特别是矩阵论裡，若尔当矩阵（英語：Jordan matrix）是矩阵的一种，又称若尔当块（英語：Jordan block）（作为另一个矩阵的一部分时）。当矩陣的系数在某个环 {\displaystyle R} 上时（其中的加法单位元和乘法单位元分别记为0和1），若尔当矩阵可以写成如下形式：
{\displaystyle {\begin{bmatrix}\lambda &1&0&\cdots &0\\0&\lambda &1&\cdots &0\\\vdots &\vdots &\ddots &\vdots &\vdots \\0&0&0&\lambda &1\\0&0&0&0&\lambda \\\end{bmatrix}}}
其对角线上全都是同一个元素 {\displaystyle \lambda \in R}，而对角线上一排（即所有第 {\displaystyle k} 行第 {\displaystyle k+1} 列）都是 {\displaystyle 1}，其余位置上都是 {\displaystyle 0}。
可以看到只要确定了对角线上的系数{\displaystyle \scriptstyle \lambda } 和矩阵的大小{\displaystyle \scriptstyle n}，就确定了一个若尔当矩阵。这样一个若尔当矩阵被记为{\displaystyle \displaystyle J_{\lambda ,n}}。
如果一个分块对角矩阵的每一个分块都是若尔当块，那么这个矩阵叫做若尔当形矩阵，或若尔当标准型。例如以下矩阵：
{\displaystyle J={\begin{bmatrix}J_{\lambda _{1},m_{1}}&0&0&\cdots &0\\0&J_{\lambda _{2},m_{2}}&0&\cdots &0\\\vdots &\vdots &\ddots &\vdots &\vdots \\0&0&0&J_{\lambda _{s-1},m_{s-1}}&0\\0&0&0&0&J_{\lambda _{s},m_{s}}\\\end{bmatrix}}}
以上的若尔当形矩阵也可以记成{\displaystyle J=J_{\lambda _{1},m_{1}}\oplus J_{\lambda _{2},m_{2}}\oplus \ldots \oplus J_{\lambda _{N},m_{N}}}
若尔当矩阵{\displaystyle \displaystyle J_{\lambda ,n}} 可以分解为
{\displaystyle J_{\lambda ,n}=\lambda I_{n}+N}
其中 {\displaystyle I_{n}} 是 {\displaystyle n} 階的单位矩阵，而 {\displaystyle N} 则是一个幂零矩阵：
{\displaystyle N={\begin{bmatrix}0&1&0&\cdots &0\\0&0&1&\cdots &0\\\vdots &\vdots &\ddots &\vdots &\vdots \\0&0&0&0&1\\0&0&0&0&0\end{bmatrix}}}
矩阵 {\displaystyle N} 滿足 {\displaystyle N^{n}=0}。